# ハマタイゲキ
ハマタイゲキ（別名スナジタイゲキ、学名：Euphorbia atoto）はトウダイグサ科トウダイグサ属の常緑の多年生草本。海浜植物。鹿児島県準絶滅危惧。

## 特徴
茎は根元から多数出て匍匐または斜上し、高さ10–50 cm。葉は卵状長楕円形で対生し、やや厚く革質で無毛、葉裏は白っぽく、長さ2–3 cm、幅1–1.5 cmで全縁、先は鈍頭で、基部は心形で左右不相称。集散花序は茎や枝に頂生し、葉状の苞葉をもつ。花は緑白色で小さく目立たない。周年開花がみられる。果実は薄緑色で径3 mmほどの広偏球形、3稜がある。種子は四角状楕円形で長さ1.3 mm。植物体を傷つけると有毒の乳液が出るので、皮膚や目に付かないよう注意。

## 分布と生育環境
国内では種子島・屋久島以南の南西諸島、海外では太平洋諸島、オーストラリア、東南アジア、南アジア、中国南部、台湾に分布。海岸の砂浜や岩場に生える。